# Brockway
Brockway és una població dels Estats Units a l'estat de Pennsilvània. Segons el cens del 2000 tenia 2.182 habitants.

## Demografia
Segons el cens del 2000, Brockway tenia 2.182 habitants, 911 habitatges, i 584 famílies. La densitat de població era de 726,3 habitants per quilòmetre quadrat.
Dels 911 habitatges en un 28,9% hi vivien nens de menys de 18 anys, en un 49% hi vivien parelles casades, en un 11,5% dones solteres, i en un 35,8% no eren unitats familiars. En el 33,2% dels habitatges hi vivien persones soles el 20,5% de les quals corresponia a persones de 65 anys o més que vivien soles. El nombre mitjà de persones vivint en cada habitatge era de 2,3 i el nombre mitjà de persones que vivien en cada família era de 2,91.
Per edats la població es repartia de la següent manera: un 23,6% tenia menys de 18 anys, un 7% entre 18 i 24, un 26,3% entre 25 i 44, un 18,4% de 45 a 60 i un 24,7% 65 anys o més.
L'edat mediana era de 40 anys. Per cada 100 dones de 18 o més anys hi havia 83,3 homes.
La renda mediana per habitatge era de 34.556 $ i la renda mediana per família de 41.278 $. Els homes tenien una renda mediana de 34.950 $ mentre que les dones 21.875 $. La renda per capita de la població era de 18.303 $. Entorn del 5,7% de les famílies i el 9,9% de la població estaven per davall del llindar de pobresa.

## Poblacions més properes
El següent diagrama mostra les poblacions més properes.